# Marco Popilio Lenas (cónsul 139 a. C.)
Marco Popilio Lenas o Lenate (en latín, Marcus Popillius M. f. P. n. Laenas) fue un político y militar de la República romana.

## Familia y carrera política
Hijo de Marco Popilio Lenas, elegido cónsul en 173 a. C. Los inicios de su carrera política son relativamente desconocidos. Se sabe que formó parte de una delegación enviada a Liguria debido a las quejas de los habitantes de Massilia. En 146 a. C. perteneció a una embajada enviada a Corinto, que sería tomada y destruida por Lucio Mumio. En 139 a. C. fue elegido cónsul junto a Cneo Calpurnio Pisón.
Obtuvo la provincia proconsular de Hispania Citerior. Su predecesor en el mando era Quinto Pompeyo, que había concluido un tratado desfavorable con los habitantes de la ciudad de Numancia, tratado que no había sido admitido por el Senado. Cuando exigió la entrega de las armas a la ciudad, los numantinos se lo negaron y enviaron una delegación a Roma exigiendo el cumplimiento del tratado firmado por Quinto Pompeyo. El Senado decidió continuar la guerra y Lenas inició el asedio a la ciudad, sin embargo fue derrotado sufriendo considerables pérdidas.
Lenas reforzó el ejército de Quinto Servilio Cepión, gobernador en Lusitania. En 137 a. C. fue reemplazado por Cayo Hostilio Mancino. A partir de ese momento no se conoce nada más de su vida.